# Nassarina procera
Nassarina procera is een slakkensoort uit de familie van de Columbellidae. De wetenschappelijke naam van de soort is voor het eerst geldig gepubliceerd in 2005 door Pelorce & Boyer.